# Bremen Eins
«Бремен Айнс» (нем. Bremen Eins) — 1-я радиопрограмма Радио Бремена. Начала вещание 30 апреля 2001 как правопреемница радиостанции Hansawelle и Radio Bremen Melodie. Руководителем радиостанции (шеф-редактором программ) является Петер Вельферс. Аудиторию телеканала составляют люди в возрасте от 40 до 60 лет (в противовес молодёжной аудитории Bremen Vier) преимущественно из Бремена и Бремерхафена. В самой земле Бремен рейтинг радиостанции составляет от 25 до 30%, а ежедневно её слушают около 115 тысяч человек в среднем (с 6 утра до 6 вечера).

## Спортивные трансляции
Bremen Eins транслирует в прямом эфире матчи чемпионата Германии по футболу с участием «Вердера», а также частично показывает матчи Лиги чемпионов УЕФА и Лиги Европы УЕФА, а также некоторые местные соревнования (в том числе шестидневную велогонку в Бремене и матчи баскетбольного клуба «Айсберен Бремерхафен»). Комментаторы радио Генри Фогт, Хайко Нойгебауэр и Маттиас Арианс.

## Хафенконцерт
Примерно четыре раза в год Bremen Eins транслирует в прямом эфире на всю землю Бремен так называемый Бременский Хафен-концерт (нем. Bremer Hafenkonzert). На концерте выступают биг-бэнд под руководством профессора Гарри Шмадтке, Роберт Валла и его ритм-группы, а также шанти-хор. В настоящее время концертом руководит Гюнтер Майер.

## Grüße und Musik
Программа «Grüße und Musik» (с нем. — «Поздравления и музыка») выходит с понедельника по субботу с 18:05 по 20:00 на Bremen Eins. В эфире программы радиослушатели могут поздравить или передать привет кому-либо из родных и близких и заказать для них песню. Поздравления принимаются по телефону и электронной почте, в эфире доминируют песни на немецком языке и инструментальные композиции. Ведущие программы — Андреас Шамаян, Сабине Шимански и Андреас Шнур.

## Ведущие

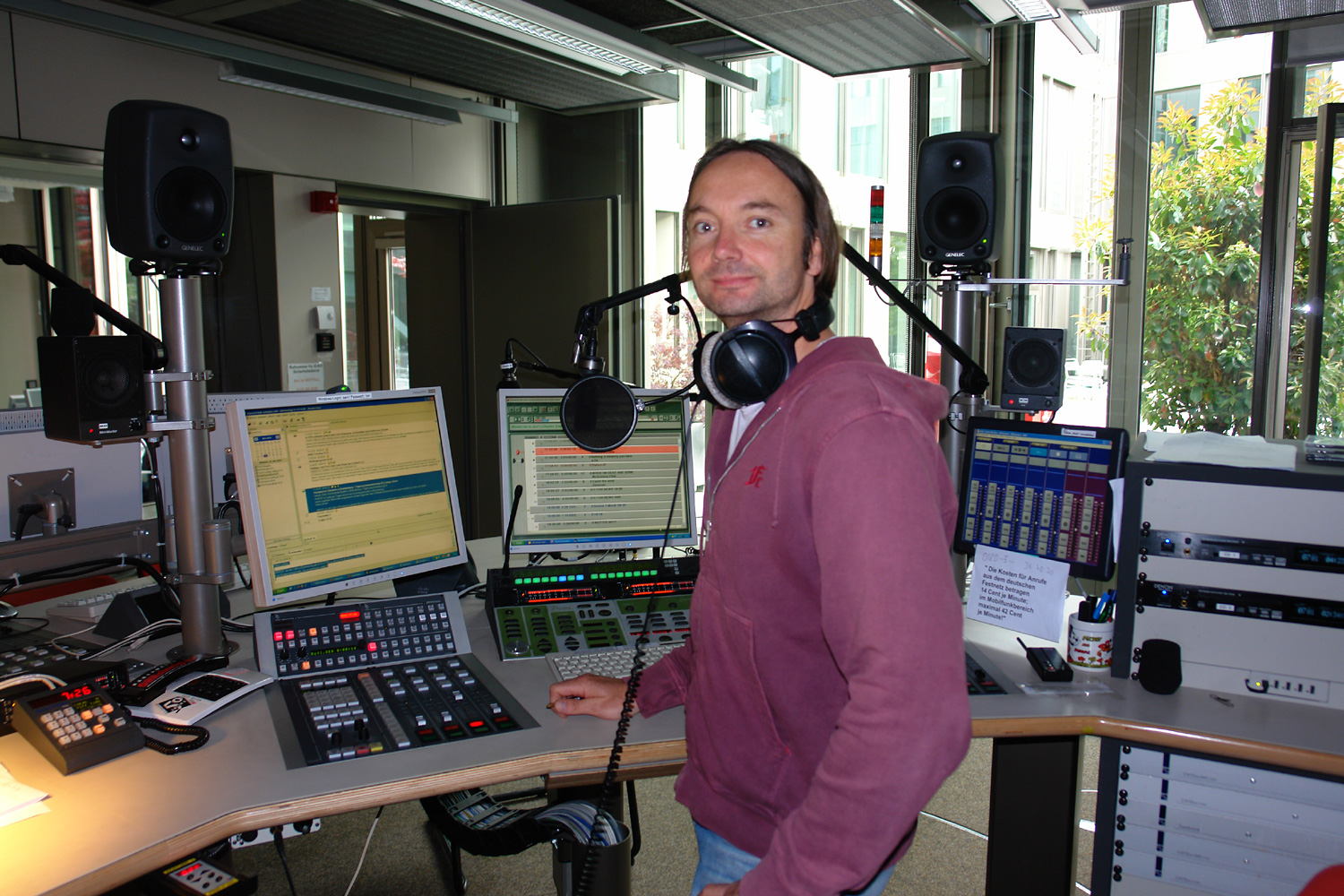
Ведущий Bremen Eins Ансгар Лангхорст в студии

Самыми известными голосами Bremen Eins являются Маркус Рудольф (ранее работал на Bremen Vier), Уши Нерке, Генри Фогт и Роланд Клоос.

## Вещание
Звучит на ультракоротких волнах в Бремена на частоте 93,8 МГц и в Бременхафене на частоте 89,3 МГц, а также по системе «ДВБ-С». С мая 2002 по май 2010 годы на средних волнах в Бремен-Обернойланд осуществлялось вещание на частоте 936 кГц. Программа вещает с 5:00 до 0:00 (по выходным с 6:00), остальное время уделяется SWR1 из Баден-Бадена. В связи с развитием технологии DAB+ с весны 2012 года пошли разговоры о переходе Bremen Eins на цифровой формат. 20 декабря 2012 в Бремене началось цифровое вещание на канале 7B в тестовом режиме, а с 1 февраля 2013 цифровое вещание ведётся и в обычном режиме. Тем самым Бремен стал первым городом Германии с цифровым радиовещанием.